# Дамба Ивашева
Да́мба Ива́шева — первая в практике железнодорожного строительства фильтрующая дамба, сооружённая по проекту Василия Ивашева. Создавалась в стратегических целях в 1915—1916 годах во время Первой мировой войны как элемент Мурманской железной дороги; в настоящее время входит в структуру Октябрьской железной дороги.

## Предыстория

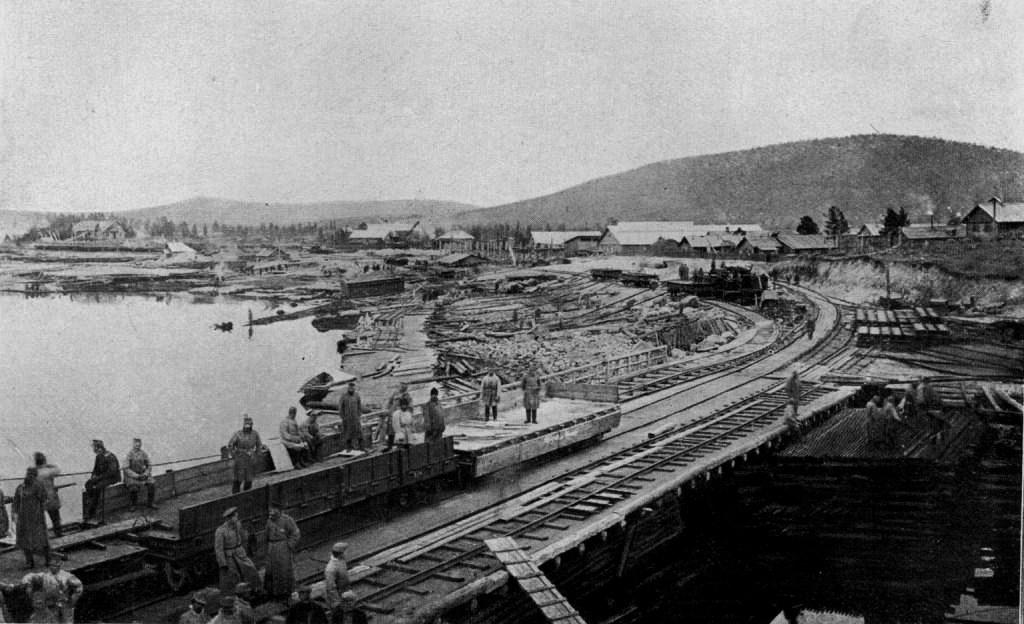
Строительство Мурманской железной дороги. 1916

С началом Первой мировой войны в декабре 1914 года Советом министров Российской империи было принято решение о безотлагательном строительстве железной дороги, связывающей Петрозаводск и Мурман. Стратегическое значение дороги заключалось в обеспечении перевозки военных грузов, поступавших от союзников в порты Белого и Баренцева морей — Сороку, Кандалакшу и Семёновский.
После одобрения 1 января 1915 года императором Николаем II строительства Мурманской железной дороги за счёт казны, было создано Специальное строительное управление Мурманской железной дороги под общим руководством инженера В. В. Горячковского. На участке дороги Петрозаводск — Сорока строительными работами руководил инженер В. Л. Лебедев, на участке Сорока — Мурман — инженер П. Е. Соловьёв.
На участке Сорока — Мурман вместо обхода Кандалакшского залива было решено соорудить через губу Канда дамбу длиной более одного километра.

## Принцип работы, история сооружения

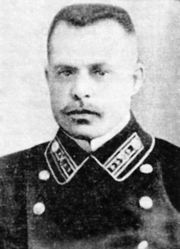
Василий Ивашев

Дамба была первым в практике железнодорожного строительства фильтрующим сооружением, автором проекта которой выступил инженер Василий Ивашев.
Высота дамбы превышала 10 метров. Для её сооружения использовали четыре небольших попутных островка, а в середине дамбы устроили однопролётный деревянный мост. Во время приливов вода поднималась на высоту 2—4 метра и проходила через промежутки между отдельными камнями. Во время отливов вода возвращалась и одновременно прочищала забитые ею во время прилива промежутки от ила и твёрдых частиц.
Для нормальной фильтрации воды нижнюю часть дамбы укладывали валунами размером около одного кубометра, а верхнюю — около 0,3 кубометра. Поперечное сечение дамбы было принято аналогичным профилю обычной насыпи. Дамбу делали из местного камня; скальный материал доставлялся на узкоколейных платформах, северная и южная части дамбы отсыпались с эстакад.
Сооружение насыпи велось одновременно с обоих берегов. Когда оставались последние 80—100 метров, скорость течения в этом незаполненном отрезке возросла настолько, что сброшенные камни того же объёма выносило из тела насыпи. Работы были приостановлены для анализа ситуации, которым занялась Мурманская лаборатория по изучению Баренцева моря. В результате был определён необходимый размер валунов и новый принцип заполнения оставшегося разрыва в дамбе. После создания запаса камней насыпь была завершена в период «низкой воды».
Проектное решение Ивашева позволило сократить длину железной дороги по сравнению с обходом Кандалакшского залива на 9 километров. Дамба, удовлетворительно служащая до настоящего времени, работает в условиях приливно-отливных течений со значительным колебанием горизонта воды. В ней нет деформаций; между камнями нет пустот.

## Значение, рецепция
Инженерное решение дамбы Ивашева вошло во все учебники по гидротехническому и железнодорожному строительству.
В детской книге для старшего дошкольного и младшего школьного возраста «Гвардейцы железных дорог. Профессия: инженер-изыскатель», изданной в России в 2012 году, автор комплиментарно рассказывает о дамбе Ивашева, но делает это с ошибками. Так, автор пишет, что «когда построили первые метры дамбы, выяснилось: вода проходит между камнями с такой скоростью, что выворачивает их из насыпи».